# Рудякова, Шошана
Шошана Рудякова (англ. Shoshana  Rudiakov; 25 июня 1948, Рига, СССР — 21 ноября 2012, Штутгарт, Германия) — советская и германская пианистка и музыкальный педагог.

## Жизнь и творчество
Шошана Рудякова получила образование в Московской консерватории им. П. И. Чайковского, под руководством Якова Флиера и Беллы Давидович. Затем в течение ряда лет ездила с концертами классической музыки по различным регионам Советского Союза.
В 1973 году эмигрировала в Израиль, в 1975 году дебютировала в лондонском Альберт-холле в сопровождении Лондонского филармонического оркестра, после чего прошли записи её выступлений на радио ВВС. Вслед за гастролями в Великобритании последовали выступления во Франции, Италии, США, Пуэрто-Рико, Японии, Бельгии и Германии. Выступала совместно с всемирно известными музыкальными коллективами, такими, как Берлинский филармонический оркестр, Штутгартский камерный оркестр и т. д. На международных фестивалях камерной музыки Рудякова выступала вместе с известнейшими музыкантами современности, такими, как Джина Бахауэр, Евгений Истомин и Исаак Стерн.
С 1977 года жила и работала в Германии. В 1981 году стала профессором по классу фортепиано в Штутгартской высшей школе музыки и театра. С 2002 года также проректор и член учебного совета. На этой должности уделяла особое внимание развитию международных творческих связей между музыкальными обществами и организациями разных стран.

## Семья
Шошана была супругой фаготиста Иерусалимского симфонического оркестра Дмитрия Рудякова и двоюродной сестрой скрипача Михаэля (Майкла) Рудякова, с ними обоими, а также с сыном Михаэля альтистом Ариэлем Рудяковым, она совместно выступала на концертах.

## Дискография
Шошана Рудякова выпустила 15 CDs со своей музыкой на таких лейблах, как Golden Crest, Tacet, Nonesuch, Stradivari и Nimbus-Records. Дебютным стал для неё диск со Второй сонатой Фридерика Шопена и Вариациями на тему Корелли Сергея Рахманинова (1983) — одна из первых записей лейбла Jerusalem Records (американский рецензент охарактеризовал игру Рудяковой как дотошную (англ. fastidious), однако посетовал на жёсткость тона и дефицит динамики). Среди последующих релизов Рудяковой:
- Фортепианные произведения Рахманинова и Шопена. Jerusalem Records (ATD 8207), 1983
- Фортепианные произведения Шопена, Скрябина,Рахманинова. Works by Chopin, Scriabin, Rachmaninoff. Eroica Distribution, 1989
- Фортепианные произведения Шопена, Скрябина,Рахманинова. Danacord, 1989
- Shoshana Rudiakov: Piano Recital. Eroica Distribution, 1995
- Works for Bassoon & Piano (совместно с Дмитрием Рудяковым). Eroica Distribution, 1995
- Manchester Music Festival — Barber, Beethoven, Thuille. Eroica Classical Recordings
- Koechlin: Oeuvres Pour Hautbois, Etc / Lajos Lencsés. Audite
- The 1993 Manchester Music Festival. Eroica Classical Recordings
- Manchester Music Festival — Rachmaninov, Dvorák: Concertos. Eroica Classical Recordings